# Давитиани (Зугдидский муниципалитет)
Давитиани (груз. დავითიანი) — село в Грузии, на территории Зугдидского муниципалитета края (мхаре) Самегрело-Верхняя Сванетия.

## География
Село находится в западной части Грузии, на правом берегу реки Чхоуши, на расстоянии приблизительно 6 километров (по прямой) к юго-западу от города Зугдиди, административного центра муниципалитета. Абсолютная высота — 37 метров над уровнем моря.

## Население
По результатам официальной переписи населения 2014 года в Давитиани проживало 498 человек (243 мужчины и 255 женщин). В национальной структуре населения грузины составляли 100 %.
| Год  | Население, человек |
| ---- | ------------------ |
| 2002 | 812                |
| 2014 | ↘ 498              |